# Vršič
Vršič (1611 m) je najvišji slovenski cestni prelaz (tudi najvišji v Vzhodnih Julijskih Alpah), ki povezuje Kranjsko Goro (Gorenjsko) s Trento (Primorsko). Cesto preko prevala so zgradili vojni ujetniki med 1. svetovno vojno, največji delež katerih je prihajal iz Ruskega imperija in so si za verske namene postavili kapelico nad cesto med Mihovim domom in Kočo na Gozdu. Prelaz je lahko del leta zaprt zaradi snega.
Vršič velja za eno pomembnejših izhodišč za planinske ture na vrhove Mala Mojstrovka (2332 m) in Velika Mojstrovka (2366 m), Planja (2453 m), Prisojnik (Prisank) (2547 m), Razor (2601 m), Šitna glava (2087 m), Slemenova špica (1911 m), Sovna glava (1750 m), Suhi vrh (2109 m); ali krajše sprehode po bližnji okolici.
V bližini so planinski domovi: Erjavčeva koča (1525 m), Tičarjev dom (1620 m),  Koča na Gozdu (1226 m) in Poštarska koča (1725 m).

## Zgodovina
Povezavo med Kranjsko Goro in Trento so po vsej verjetnosti poznala že starodavna ljudstva, ki so živela na naših tleh. Prvi obiskovalci prelaza so bili verjetno lovci, sledili pa so jim pastirji. Tako so nastale prve poti čez prelaz, ki so mu takrat pravili Kranjsko sedlo. V srednjem veku so se v Trenti naselili ljudje. Življenje v tej zelo oddaljeni dolini je bilo izredno trdo, najbližja pot do civilizacije pa je vodila če prelaz Vršič v takratno Borovško vas (današnja Kranjska Gora). Ljudje so tam v zameno za sir, volno in kože dobili najnujnejše stvari za svoje preživetje. V 16. stoletju se je v Trenti razvilo fužinarstvo, kar je povzročilo izsekavanje gozdov. To je trajalo do 18. stoletja, nato pa je Trenta ponovno zamrla. Gore nad Kranjsko Goro je omenjal že Janez Vajkard Valvasor v svoji knjigi Slava vojvodine Kranjske, v njej je opisal tudi pot čez Kranjsko sedlo.
V 19. stoletju so prelaz večinoma uporabljali osamljeni pastirji, občasno pa so ga obiskali tudi znanstveniki, kot je bil npr. zdravnik Belsazar Hacquet. Opisal je fužine, geološko zgradbo kamnin in alpsko floro. Zadnje je objavil v Plantae alpinae carniolicae (1782). Okolico so obiskali še naslednji znani ljudje: Anglež Humphry Davy, francoski botanik Albert Bois de Chesne in kot planinca dr. Julius Kugy in dr. Henrik Tuma. Ker se je v drugi polovici devetnajstega stoletja obisk gora povečeval, so se začeli domačini preživljati kot gorski vodniki, povečalo pa se je tudi trgovanje z lesom.
Skozi zgodovino je prelaz dobil naslednja imena: Jezerca, Kranjski vrh, Mojstrovka Pass, Apenverein. Leta 1901 so na prelazu postavili prvo kočo Vosshutte, ki je danes znana kot Erjavčeva koča. Enajst let kasneje ji je sledila še Slovenska koča, ki je danes znana kot Tičarjev dom po zdravniku in planincu dr. Josipu Tičarju. 
Čeprav je bilo do prve svetovne vojne še daleč, so se Avstrijci zavedali pomembnosti tega dela Slovenije, zato so leta 1907 v okolici Vršiča in na njem organizirali vojaške vaje, ki si jih je ogledal sam nadvojvoda Franc Ferdinand. Med vajami so različni rodovi vojske prečkali preval, zato so zanje zgradili zasilno cesto in več mostov ter tako postavili traso za bodočo cesto.

### Gradnja ceste
23. maja 1915 je Kraljevina Italija, do takrat še zaveznica, napadla Avstro-Ogrsko. Na slovenskem ozemlju, ki je mejilo na Italijo, se je oblikovala Soška fronta, raztezala se je vse od Rombona pa do izliva Soče v Jadransko morje. Ker je bil ta del Slovenije izredno odročen in je imel slabe cestne povezave, se je avstrijsko poveljstvo odločilo, da za oskrbo svojih čet čez prelaz Vršič zgradi cesto.
V ta namen je v Kranjsko Goro prišlo več kot 10.000 vojnih ujetnikov, ki so bili nastanjeni v sami vasi, v barakah v dolini reke Pišnice, na poti proti Klinu ob Erjavčevi koči, skratka povsod, kjer je bilo dovolj prostora. Večji del ujetnikov so predstavljali različni narodi iz Ruskega imperija, vključevali pa so tudi Italijane, Srbe in Črnogorce. Avstrijci so jih zaposlili pri različnih gradbenih delih. Širili in utrjevali so že obstoječo cesto, gradili zidove in mostove, klesali kamenje ter opravljali različna zemeljska dela. Gradnjo cest je vodil štab avstrijskih pionirskih enot, med katerimi je bilo tudi nekaj civilistov. Traso ceste so razdelili na 12 ali 13 odsekov; vsak odsek je prevzel en inženir. Dela na vseh odsekih so se začela hkrati. Poveljstva posameznih cestnih odsekov so bila v Kranjski Gori, Koči na Gozdu, Erjavčevi koči in Tičarjevem domu. Cesto so poimenovali po nadvojvodi Evgenu, >>Erzherzog Eugen Strasse<<.
Dela so se začela leta 1915, takoj ko je sneg skopnel. Cesto so gradili izključno ujetniki, ki so bili razdeljeni na posamezne oddelke. Vsak oddelek je imel 25 mož, stražil jih je avstrijski vojak, dodeljen pa mu je bil še tolmač, ki je bil pogosto Jud. Stražarji so praviloma z ujetniki ravnali grobo, vsak najmanjši prekršek je bil strogo kaznovan. Poleg tega so bile delavne razmere na gradbišču neznosne. Ujetniki so bili slabo oblečeni in hranjeni, zato so začele razsajati različne bolezni (kolera, tifus, črne koze in različne mrzlice), okužbe so se po navadi slabo končale, zato je bila smrtnost med ujetniki izredno visoka. Smrtni davek so terjale še pogoste delovne nesreče. Umrle ujetnike so pokopavali na kranjskogorskem ali trentarskem pokopališču, v bližini koč in kjerkoli ob cesti.
Gradnja ceste je sicer lepo napredovala, promet je po njej stekel že v novembru 1915, še preden je zapadel prvi sneg. Novo odprto cesto sta si prišla ogledat nadvojvoda Friderik in Evgen, po katerem je cesta dobila ime. Njemu v čast so na prelazu postavili spomenik, ki ga je gradilo okoli 200 ujetnikov. Takoj ko je bila cesta odprta, je po njej že stekel tovor za fronto. Prevoz tega je začasno preprečil snežni plaz. Da se kaj podobnega ne bi ponovilo, so cesto in žičnico prestavili bolj proti Prisojniku, na trentarski strani pa so proti plazovom zgradili predor. Ta del ceste je danes opuščen, vendar ga je še možno videti, poteka pa mimo Poštarskega doma.
Vse do preboja fronte so cesto neprestano širili in jo vzdrževali. Po preboju so se čez preval v notranjost Avstro-Ogrske valile številne kolone italijanskih vojnih ujetnikov in tovori zaplenjenega materiala.

### Snežni plaz
Domačini so že med samo gradnjo načrtovalce ceste opozarjali pred nevarnostjo plazov, vendar jih ti niso poslušali in cesto gradili po svoje. Edina zaščita proti plazovom bi bile protilavinske strehe. Lastnik gozdov, Zakotnik, je predlog za gradnjo predal v Beljak generalu Rohru, kjer je bila komanda 6. kora. Vojna uprava je Zakotnikov predlog odobrila in protilavinske strehe so bile postavljene od Močila čez vrh prelaza do Tičarjeve koče, kjer je bila nevarnost plazov z Mojstrovke največja. Do zime so bile strehe nared in graditelji so bili prepričani, da so tako rešeni pred morebitnimi plazovi. 
Zima 1915/1916 je bila nenavadno mila, celo januarja in februarja še ni bilo snega. V začetku marca pa je začelo snežiti kot še nikoli prej. Poveljstvo je ujetnikom ukazalo, naj sneg kidajo brez prestanka, saj je novozapadli sneg začel resno motiti oskrbo na fronti. Medtem pa se je moker sneg začel nabirati na gorskih vrhovih okoli prevala.
Na pepelnično sredo, 8. marca 1916 ob enih popoldan, pa se je zgodila tragedija. Z južnega pobočja Mojstrovke in Robičja je proti prevalu pridrvel plaz mokrega in težkega snega, ki je silovito udaril v protilavinske strehe, jih polomil in pot nadaljeval čez naselje ujetnikov. Popolnoma je uničil tudi 20-metrski spomenik nadvojvodi Evgenu. Plaz je segal od Tičarjevega doma, ki ga je nagnil za 15º, do Erjavčeve koče. Na tej razdalji je plaz zasul vse, kar se mu je postavilo nasproti. Kakšno opustošenje je plaz povzročil, so ugotovili šele spomladi, ko se je sneg začel taliti. Pokopani pod snegom so bili izmaličeni: tramovi streh so jim potrgali glave in ude, telesa so bila izmaličena do neprepoznavnosti. Iz območja plazu so skoraj vsak dan odpeljali okoli 15 mrtvih in jih pokopali na različnih pokopališčih v okolici prevala. Zaradi vojne so bili podatki o žrtvah strogo varovani.
Skupno število žrtev plazov v letih 1916 in 1917 je bilo 125, od tega 106 vojnih ujetnikov, 18 stražnikov in 1 neznana oseba. V spomin vsem žrtvam so avstrijski oficirji postavili lesen križ, poimenovan Ruski križ. Na križu je napis avstrijskega pesnika Petra Roseggerja: >>Al' na sever, al' na jug, vsaka cesta vodi k cilju. Al' v boj, al' v mir, o tem odloča božja volja.<<

### Žičnica
Poleg ceste so graditelji gradili tudi tovorno žičnico, da bi tako povečali promet čez prelaz. Začetna postaja je bila v Kranjski Gori. Žičnica je bila razdeljena na več odsekov, dolžina odsekov je bila odvisna od naklona. Kjer je bil naklon večji, je bil odsek žičnice krajši, kjer pa je bil naklon majhen, je bil odsek daljši. Tovor, ki ga je prenašala, je bil težak okoli 1000 kg in je bil obešen na kljuke, te pa so bile pritrjene na glavno jeklenico. Dnevna nosilnost je bila okoli 250 ton. Elektriko za obratovanje žičnice je sprva zagotavljal bencinski agregat, kasneje pa so na reki Pišnici zgradili hidroelektrarno. Na nekaterih mestih se je obešen tovor zelo približal tlom; to so dostikrat izkoristili ruski ujetniki in kradli različen material, še posebej so prežali na hrano. Kraje so bile po navadi kaznovane s smrtjo.

### Žrtve
Točno število žrtev gradnje ceste ni znano. Desetletja po vojni se je vedno bolj začelo poudarjati prisotnost »ruskih« ujetnikov, čeprav je v resnici šlo za ujetnike več različnih narodov predvsem z vzhodne, a tudi z ostalih front.
»To je zgodovina ceste čez Vršič, ki bi se morala imenovati pravzaprav “Ruska cesta”, ker so jo zgradili samo Rusi. Zahtevala je od ruskih ujetnikov mnogo trpljenja in mnogo človeških žrtev. Številke nikdar niso bile znane, ker jih je komanda držala v strogi tajnosti, računam pa po svojem preudarku, da je na cesti čez Vršič dalo svoje življenje najmanj 10 000 Rusov.«.
»Na tragični dogodek (po različnih navedbah je bilo žrtev med 8000 in 10.000, bodisi zaradi izčrpanosti, mraza ali nesreč) spominjata grobišči pod Erjavčevo kočo in grobnica ob Ruski kapelici, kamor so posmrtne ostanke prenesli leta 1937.«.
V spomin vsem žrtvam so avstrijski oficirji postavili lesen križ, poimenovan Ruski križ. Na križu je napis avstrijskega pesnika Petra Roseggerja:>>Al' na sever, al' na jug, vsaka cesta vodi k cilju. Al' v boj, al' v mir, o tem odloča božja volja.<<

## Cesta po vojni in danes
Po razpadu Avstro-Ogrske je severni del vršiške ceste prešel pod Kraljevino Jugoslavijo, južni, trentarski del ceste pa pod Italijo. Čez sam prelaz pa je potekala meja med obema državama. Leta 1936 je stavbenik Josip Slavec na novo zgradil vršiško cesto od ruske kapelice do Koče na Gozdu. Pet minut od kapelice pa si je postavil svoje domovanje, ki mu danes pravimo Slavčevo. 
Danes je prelaz Vršič najvišji slovenski cestni prelaz, ki v spomladanskih, poletnih in jesenskih mesecih povezuje Gorenjsko in Trento. Je tudi turistična točka, ki jo vsako leto obišče veliko turistov iz Slovenije in tujine in je tudi odlično izhodišče za vzpone na okoliške gore. Ko zapade sneg, prelaz zaradi nevarnosti plazov pogosto zaprejo, dostop z avtomobilom je možen le do Koče na Gozdu. V zimskih mesecih, kljub temu da je cesta zaprta, prelaz ne sameva, saj je zelo obiskana točka turnih smučarjev, sankačev in pohodnikov. 
Cesta s kranjskogorske strani se danes imenuje Ruska cesta.

## Vir
- Ruska kapelica pod Vršičem (Unireal in Znanstveno društvo za zgodovino zdravstvene kulture Slovenije, Ljubljana, 2007)
- Planinski vestnik, letnik XII, marec 1957, str. 151, Franc Uran, "Kako se je delala cesta na Vršič"